# David Rochela
David Rochela Calvo (Puentes de García Rodríguez, La Coruña, 19 de febrero de 1990) es un futbolista español. Juega de defensa central y su equipo actual es el Port Football Club de la Liga de Tailandia. 

## Trayectoria
Formado en la cantera del Deportivo de La Coruña debutó ante el Sevilla F. C. en los cuartos de final de la Copa del Rey en el que demostró ser un gran jugador en el terreno de juego. 
El gallego, campeón de Europa con la selección española sub-17 llegó en 2013 a Tailandia, cuando tan solo tenía 23 años, y con Buriram United conquistó una Thai League y una Royal Cup. 
En 2015 se marchó a Port FC, donde se convertiría en capitán y buque insignia. En 2019 levantaron la FA Cup.

## Selección nacional
Es campeón de Europa y subcampeón del mundo con la sub-17 de España, y un asiduo en todas las convocatorias de todas las categorías inferiores de la selección.

## Clubes
Actualizado al último partido jugado el 2 de noviembre de 2014.
| Club                         | País      | Año             | Partidos (Liga) | Goles (Liga) |
| ---------------------------- | --------- | --------------- | --------------- | ------------ |
| Deportivo de La Coruña "B"   | España    | 2007-2011       | 57              | 0            |
| Deportivo de La Coruña       | España    | 2010-2013       | 9               | 0            |
| Racing de Santander (cedido) | España    | 2012-2013       | 12              | 0            |
| Hapoel Tel Aviv (cedido)     | Israel    | 2013            | 13              | 0            |
| Buriram United               | Tailandia | 2013-2015       | 37              | 5            |
| Port Football Club (cedido)  | Tailandia | 2015            | 0               | 0            |
| Port Football Club           | Tailandia | 2016-Actualidad | 0               | 0            |

## Palmarés

### Campeonatos nacionales
| Título                 | Club                   | País      | Año  |
| ---------------------- | ---------------------- | --------- | ---- |
| Liga Adelante          | Deportivo de La Coruña | España    | 2012 |
| Supercopa de Tailandia | Buriram United         | Tailandia | 2014 |
| Thai Premier League    | Buriram United         | Tailandia | 2014 |

### Campeonatos internacionales
| Título          | Club (*)           | País sede | Año  |
| --------------- | ------------------ | --------- | ---- |
| Eurocopa Sub-17 | Selección española | Bélgica   | 2007 |